# (7380) 1981 RF
A (7380) 1981 RF a Naprendszer kisbolygóövében található aszteroida. N. G. Thomas fedezte fel 1981. szeptember 3-án.